# Llocnou de la Corona
Llocnou de la Corona, en valencien (on trouve également en valencien Poblenou de la Corona) et officiellement (Lugar Nuevo de la Corona en castillan), est une commune de la province de Valence, dans la Communauté valencienne, en Espagne. Elle est située dans la comarque de l'Horta Sud et dans la zone à prédominance linguistique valencienne. Sa population s'élevait à 109 habitants en 2022.

## Géographie

Localisation de Llocnou de la Corona
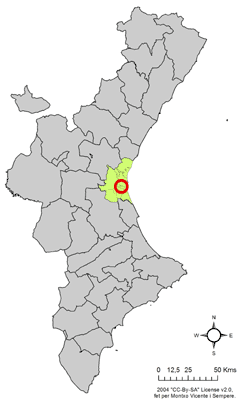
dans la Communauté valencienne.
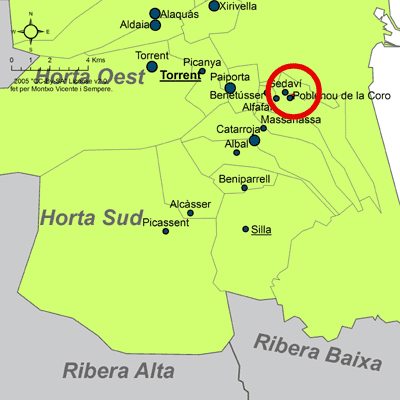
dans la comarque de l'Horta Sud.

Avec une superficie de 1,26 hectare, elle est la commune la moins étendue d'Espagne. Son territoire est entièrement enclavé dans celui de la commune d'Alfafar, située dans la même province.
Elle se développe autour d'une place centrale sur laquelle s'élève l'église et la mairie et ne comprend que cinq rues.

## Démographie
| 1877 | 1900 | 1910 | 1920 | 1930 | 1940 | 1950 | 1960 | 1970 | 1981 | 1991 | 2001 | 2006 | 2009 | 2022 |
| ---- | ---- | ---- | ---- | ---- | ---- | ---- | ---- | ---- | ---- | ---- | ---- | ---- | ---- | ---- |
| 264  | 256  | 231  | 217  | 226  | 220  | 187  | 204  | 144  | 121  | 123  | 95   | 102  | 124  | 109  |